# Can Atilla
Can Atilla (Ankara, 1969) è un musicista e compositore turco.
Ha composto nel 2009 "Diriliş" ("resurrezione", in lingua turca), la musica ufficiale per il novantesimo anniversario del parlamento turco.

## Discografia
- 1992 - Bilinçaltı (Subcoscienza)
- 1996 - Kuvayi Milliye Destanı (L'epopea della guerra di indipendenza)
- 1997 - Efsaneler (Le leggende)
- 1998 - Ave (In Memory of Tangerine Dream)
- 1999 - Albatros
- 2001 - St. Florian, Dramatic Poem for Large Orchestra and Organ in memory of Anton Bruckner
- 2003 - Waves of Wheels
- 2003 - Live
- 2004 - OMNI
- 2005 - Concorde
- 2005 - Cariyeler ve Geceler (Concubine e notti)
- 2006 - 1453 - Sultanlar Aşkına (1453 - Per la causa del Sultano)
- 2007 - Aşk-ı Hürrem (L'amore di Hürrem)
- 2008 - Mevlana'Dan Çağrı (La chiamata di Rumi)
- 2010 - Altın Çağ (L'età d'oro)
- 2011 - Hi-Story
- 2012 - 1453 - Fatih Aşkına (1453 - La causa del conquistatore)